# Юрімьон
Юрімьон (кор. 유리왕, 瑠璃王, Yurimyeong, Yurimyŏng; ? — 18) — корейський ван, другий правитель держави Когурьо періоду Трьох держав.

## Біографія
Був старшим сином засновника Когурьо, вана Тонмьонсона. Його виховувала мати, яка залишилась у Тонбуйо після втечі Тонмьонсона. 19 року до н. е. він вирушив разом з матір'ю до Когурьо, де став спадкоємцем престолу.
Після проголошення Юрімьона спадкоємцем трону в Когурьо над його братами, Онджо та Пірю зависла небезпека, й вони були змушені тікати разом зі своєю матір'ю на південь півострова, де Онджо заснував державу Пекче. Юрімьон же після смерті батька став новим тхеваном Когурьо.
Хроніки змальовують Юрімьона як впливового та успішного в військовому сенсі правителя. 9 року до н. е. він завоював державу Хунну, а за шість років переніс столицю своєї держави до міста Хвандо (сучасний Цзіань на північному сході Китаю).